# Casa do Beco dos Redemoinhos
A Casa do Beco dos Redemoinhos é uma casa histórica gótico-flamenga localizada na freguesia da Sé, na cidade do Porto, em Portugal.
É mais uma construção da primeira metade do século XIV, de aspecto flamengo, devido à colocação da chaminé ao cimo da fachada e bem no meio desta. O estreito e sinuoso Beco dos Redemoinhos, sem saída, fica nas traseiras da Sé do Porto e foi reduzido aquando da ampliação da capela-mor da sé.
Apesar de algumas alterações que a deformaram, a Casa do Beco dos Redemoinhos continua a dar testemunho do tempo em que os mercadores do Porto mantinham estreitas relações comerciais com Flandres, França e Inglaterra. Trata-se, com efeito, de uma casa que foi, com toda a certeza, a residência de algum rico e viajado mercador, que trouxe o modelo de algumas das suas viagens de negócios no Norte da Europa.